# Мурадкулиев, Амандурды
Амандурды Мурадкулиев (туркм. Amandurdy Myratgulyýew) — туркменский государственный деятель, министр, хяким области.

## Биография
Родился в селе Багир Ашхабадского района Ашхабадской области в 1966 году.
В 1991 году окончил Туркменский сельскохозяйственный институт, получив специальность экономиста-организатора.
В 1991 году устроился работать в главном управлении республиканского объединения «Туркменагросенагатгайтаданишлейиш» в качестве экономиста. После чего трудился в республиканском объединении «Туркменобасовда» в качестве бухгалтера-ревизора. Далее работал в Главном управлении продовольствия Министерства сельского хозяйства и пищевой промышленности Туркменистана бухгалтером планово-экономического отдела.
После работал Министерстве сельского хозяйства и пищевой промышленности Туркменистана сперва ведущим специалистом, а затем бухгалтером-ревизором.
Затем Мурадкулиев работал в Государственной налоговой службе по Ахалскому велаяту сперва в должности старшего государственного налогового инспектора отдела сбора налогов, а затем в должности начальника расчетно-статистического отдела Государственной налоговой службы по Ахалскому велаяту, а далее занимал должность начальника государственной налоговой службы по Рухабатскому этрапу.
С 6 февраля 2004 года по 31 мая 2005 года Мурадкулиев работал в должности начальника Главной государственной налоговой службы Туркменистана.
С 8 марта 2005 года по 27 сентября 2005 года занимал должность заместителя Председателя Кабинета министров Туркменистана.
C 31 мая 2005 года по 27 сентября 2005 года занимал должность министра экономики и финансов Туркменистана.
С 10 июня 2005 года по 27 сентября 2005 года был национальным координатором международной технической помощи Туркменистана.
С 27 сентября 2005 года по 25 октября 2006 года занимал должность хякима Ахалского велаята.
25 октября 2006 года бы уволен с должности, после чего помещён под арест. Президент Туркмении Сапармурат Ниязов на заседании Кабинета министров Туркменистана публично обвинил Амандурды Мурадкулиева вместе с Мередкули Губыевым в невыполнении планов по сбору и сдаче хлопка-сырца, коррупции, приписках и попустительстве после чего хякимы были арестованы прямо в зале заседания.